# Oxira eleuthera
Oxira eleuthera är en fjärilsart som beskrevs av Charles Boursin 1948. Oxira eleuthera ingår i släktet Oxira och familjen nattflyn. Inga underarter finns listade i Catalogue of Life.